# BVV Barendrecht
De Barendrechtse Voetbalvereniging Barendrecht is een Nederlandse voetbalclub uit het Zuid-Hollandse Barendrecht. De club werd opgericht op 12 februari 1926 en speelt zijn thuiswedstrijden op Sportpark de Bongerd. 
Met ruim 2.000 leden is BVV Barendrecht de grootste amateurvoetbalclub van de regio Rijnmond. De vereniging deelt op het gebied van jeugdopleiding zijn ervaring en expertise op structurele basis met Feyenoord als Academy Partner.
De club speelt al lange tijd in het zaterdagvoetbal en tekende het convenant dat opgesteld was tussen de KNVB en de Belangenvereniging Zaterdagvoetbal (BZV) om te kunnen garanderen dat wedstrijden op zaterdag gespeeld kunnen blijven worden.
Sinds de start van het seizoen 2021/22 is Tsubaki de hoofdsponsor van BVV Barendrecht. De tenues worden sinds het seizoen 2024/25 gesponsord door het Italiaanse Acerbis.

## Mannenvoetbal

### Geschiedenis

#### Ontstaan
Halverwege de jaren 20 van de twintigste eeuw kende de gemeente Barendrecht rond de 4.600 inwoners toen er in 1926 voor het eerst werd gevoetbald in verenigingsverband. Op 12 februari 1926 werd DETO (Door Eendracht Tot Overwinning) opgericht - ontstaan uit twee clubs die al langer op verschillende plekken voetbalde. Wanneer de club in 1930 toetreedt tot de Rotterdamse Voetbal Bond werd voor het eerst de naam Barendrecht geïntroduceerd. Aanvankelijk speelde de dorpsclub haar wedstrijden op zondag na 12.00 uur ’s middags, omdat men veelal nog moest werken op zaterdag en op zondagochtend een kerkdienst bezocht.
In het eerste jaar wordt Barendrecht gemakkelijk kampioen en promoveert het van de Derde Klasse naar de Tweede Klasse. Niet veel later volgde promotie naar de Eerste Klasse.

#### Opkomst
Na een eerder kortstondig avontuur in de competities van de KNVB promoveert Barendrecht in 1961 wederom naar de KNVB-klasses. In 1963 won het de Vierde Klasse om vervolgens, zes jaar later, kampioen te worden in de Derde Klasse. Een blijvertje werd de club niet in de Tweede Klasse, want na één seizoen degradeerde de club.
Onder het bewind van Simon Kelder, die Cees Dekker in 1973 opvolgde als voorzitter, zette de club de weg omhoog in. In 1975 promoveerde BVV Barendrecht weer naar de Tweede Klasse. Een jaar later verhuisde de club naar Sportpark de Bongerd, waar het tot op heden nog steeds actief is. Na de verhuizing promoveerde de club direct naar de Eerste Klasse waar het tot de oprichting van de zaterdagse Hoofdklasse in 1996 actief was, met uitzondering van het seizoen 1992/93.

#### Successen
Sinds de oprichting van de Hoofdklasse speelde Barendrecht vele jaren op dit hoogste amateurniveau, met uitzondering van drie seizoenen in de Eerste Klasse. Gedurende het Hoofdklasse-tijdperk werd Barendrecht in 1998 kampioen van de Hoofdklasse B en in 2010 van de Hoofdklasse A. In het seizoen 2009/10 plaatste Barendrecht zich via het behaalde kampioenschap in de Hoofdklasse A voor de in het seizoen 2010/11 ingevoerde Topklasse waar het sindsdien in ging spelen.
Met ingang van het seizoen 2015/16 stond het team onder leiding van Adrie Poldervaart, nadat succestrainer Jack van den Berg na negen seizoenen vertrok. Onder leiding van Poldervaart plaatste Barendrecht zich voor de nieuwe Tweede Divisie, waarin het in het seizoen 2016/17 startte. Poldervaarts opvolger Albert van der Dussen kende een moeizame start en werd halverwege het seizoen 2018/19 op straat gezet. Het resulteerde in de terugkeer van Van den Berg, die de club echter niet voor degradatie naar de Derde Divisie kon behoeden. Vanwege de moeizame samenwerking en een verschil in inzicht verlengde de club het contract van Van den Berg niet.

#### Promotiejacht
In de zomer van 2020 werd Richard Elzinga aangesteld als hoofdtrainer van de club. Hij leidde het team door twee moeizame, wisselvallige seizoenen die werden onderbroken door de gevolgen van de coronacrisis. Medio 2022 werd Leen van Steensel aangesteld als hoofdtrainer van de Rood-Witte. Met Van Steensel aan het roer deed het elftal mee in de strijd om promotie, maar door een opzettelijke verliespartij werd het elftal uit de play-offs om promotie gezet in juni 2023. Barendrecht kon vanwege de resultaten op de andere velden in de laatste speelronde van het seizoen alleen de play-offs nog bereiken door te verliezen. Echter stond de ploeg in de 84e minuut nog met 3-1 voor, waarna tegenstander GVVV de vrije doorgang kreeg om de score om te draaien naar 3-4. Na het zien van de beelden besloot de KNVB de Barendrechters uit te sluiten voor de play-offs.
BVV Barendrecht trad in het daaropvolgende seizoen dus opnieuw aan in de Derde Divisie, waarin het tot de laatste speeldag met SteDoCo en Blauw Geel '38 om de titel streed. Door een 0-2 overwinning bij Kloetinge kroonde Barendrecht zich tot kampioen van de Derde Divisie B.

### Erelijst
| Competities            |   |                  |                                                       |
| Derde Divisie          | 1 | 2024             | Runner-up: 2013 Periodetitels: 2013, 2015, 2023, 2024 |
| Hoofdklasse            | 2 | 1998, 2010       | Periodetitels: 2009                                   |
| Eerste Klasse          | 2 | 2004, 2007       | Periodetitels: 2006                                   |
| Tweede Klasse          | 2 | 1977, 1993       | Runner-up: 1976                                       |
| Derde Klasse           | 2 | 1969, 1975       |                                                       |
| Vierde Klasse          | 1 | 1963             | Runner-up: 1962                                       |
| Bekers                 |   |                  |                                                       |
| KNVB Beker (Amateurs)  | 1 | 2009             |                                                       |
| Districtsbeker West II | 1 | 2009             |                                                       |
| Super Cup (Amateurs)   | 0 |                  | Runner-up: 2009                                       |
| Voetbal Rijnmond Cup   | 3 | 2002, 2010, 2016 | Runner-up: 2011, 2015                                 |

### Overzichtslijsten

#### Competitieresultaten sinds 1962
- 1962 2e
Vierde klasse D
- 1963 1e
Vierde klasse D
- 1964 7e
Derde klasse A
- 1965 8e
Derde klasse A
- 1966 6e
Derde klasse B
- 1967 9e
Derde klasse B
- 1968 6e
Derde klasse B
- 1969 1e
Derde klasse B
- 1970 12e
Tweede klasse B
- 1971 10e
Derde klasse B
- 1972 10e
Derde klasse B
- 1973 6e
Derde klasse B
- 1974 6e
Derde klasse B
- 1975 1e
Derde klasse B
- 1976 2e
Tweede klasse B
- 1977 1e
Tweede klasse A
- 1978 10e
Eerste klasse A
- 1979 5e
Eerste klasse B
- 1980 6e
Eerste klasse A
- 1981 3e
Eerste klasse A
- 1982 5e
Eerste klasse A
- 1983 4e
Eerste klasse A
- 1984 4e
Eerste klasse A
- 1985 8e
Eerste klasse A
- 1986 3e
Eerste klasse A
- 1987 7e
Eerste klasse A
- 1988 7e
Eerste klasse B
- 1989 11e
Eerste klasse A
- 1990 12e
Eerste klasse A
- 1991 8e
Eerste klasse B
- 1992 13e
Eerste klasse A
- 1993 1e
Tweede klasse B
- 1994 8e
Eerste klasse B
- 1995 4e
Eerste klasse A
- 1996 11e
Eerste klasse A
- 1997 8e
Hoofdklasse B
- 1998 1e
Hoofdklasse B
- 1999 7e
Hoofdklasse A
- 2000 7e
Hoofdklasse A
- 2001 10e
Hoofdklasse A
- 2002 7e
Hoofdklasse B
- 2003 14e
Hoofdklasse B
- 2004 1e
Eerste klasse B
- 2005 12e
Hoofdklasse A
- 2006 3e
Eerste klasse B
- 2007 1e
Eerste klasse B
- 2008 8e
Hoofdklasse A
- 2009 3e
Hoofdklasse A
- 2010 1e
Hoofdklasse A
- 2011 9e
Derde divisie
- 2012 12e
Derde divisie
- 2013 2e
Derde divisie
- 2014 11e
Derde divisie
- 2015 4e
Derde divisie
- 2016 5e
Derde divisie
- 2017 8e
Tweede divisie
- 2018 4e
Tweede divisie
- 2019 18e
Tweede divisie
- 2020 7e
Derde divisie
- 2021 7e
Derde divisie
- 2022 8e
Derde divisie
- 2023 3e
Derde divisie
- 2024 1e
Derde divisie
- 2025 9e
Tweede divisie

In elke staaf van de grafiek staat van boven naar beneden vermeld: 
- Eindnotering

Dit is de positie die de club heeft bereikt in de competitie, zonder eventuele beslissings-, play-off- of nacompetitiewedstrijden die nodig zijn geweest om bijvoorbeeld de kampioen van de competitie te bepalen.
Indien een * achter het getal staat is de notering een tussenstand en kan het zijn dat de notering niet overeenkomt met de uiteindelijke eindstand van de competitie.
Staat er een - dan is het seizoen nog bezig en is er geen definitieve uitslag bekend.
Staat er xx op de positie van de notering, dan heeft de club vroegtijdig de competitie verlaten. Dit kan onder andere komen door terugtrekking van het team, faillissement van de club of door een uitgedeelde straf van de KNVB. In veel gevallen staat elders in het artikel de reden vermeld.
Staat er een ? dan is het resultaat uit het verleden onbekend, en is alleen de competitie of het niveau bekend van dat seizoen.
In de seizoenen 2019/20 en 2020/21 werd wegens de coronacrisis het amateurvoetbal afgebroken. Daardoor kennen deze staven geen eindklassering (middels -- weergegeven).
- Competitieniveau en afdelingsletter of Officiële eindstand Eredivisie
  - Competitieniveau en afdelingsletter

Hierbij geeft het getal het niveau weer, dat ook terug te vinden is in de legenda. De letter is de afdelingsaanduiding en wordt gebruikt wanneer er meer afdelingen zijn op hetzelfde niveau. De afdelingsletter is altijd een hoofdletter en wordt meestal zonder nummer gebruikt.
Voorbeeld: 2F is niveau 2e klasse competitie F.
Het competitieniveau en nummer wordt niet vermeld wanneer er slechts één competitie van dit niveau was.
  - Officiële eindstand Eredivisie (getal staat tussen haakjes vermeld)

Sinds de introductie van play-offwedstrijden voor Europees voetbal na afloop van de reguliere competitie in 2005/06, is de KNVB verplicht een eindstand van de Eredivisie door te geven aan de UEFA aan de hand van deze play-offwedstrijden.
Bij deze eindstand staan clubs die zich hebben gekwalificeerd voor Europees voetbal hoger dan clubs die zich niet wisten te kwalificeren. Indien er geen verschil was tussen de eindnotering en de officiële eindstand, staat dit getal niet vermeld.

- Onderafdeling

Hier staat afgekort de naam van de onderafdeling indien de club in dat jaar in een onderafdeling uitkwam. Tevens staat deze afkorting in de legenda en wordt gelinkt naar het artikel over deze onderafdeling. Deze afkorting wordt alleen vermeld wanneer de club in het verleden in verschillende onderafdelingen heeft gespeeld. Deze vermelding is in de staaf altijd in kleine letters. Deze onderafdelingen zijn na het seizoen 1995/96 afgeschaft. Heeft de club in slechts één onderafdeling gespeeld, dan is dit alleen terug te vinden in de legenda.
Onder de staaf staat het jaartal vermeld waarin het seizoen is afgesloten. 15 verwijst naar het seizoen 2014/15 of eventueel het seizoen 1914/15.
Wanneer een staaf leeg is, zijn deze gegevens niet bekend. Het kan ook zijn dat de club dat seizoen niet heeft meegespeeld op het hogere amateurniveau, vroegtijdig de competitie heeft verlaten of uit de competitie is gezet.

In het seizoen 1944/45 was er wegens de Tweede Wereldoorlog geen regulier competitievoetbal.
- Tweede divisie
- Derde divisie
- Hoofdklasse
- Eerste klasse
- Tweede klasse
- Derde klasse
- Vierde klasse

*De seizoenen 2019/20 en 2020/21 werden niet afgemaakt in verband met de coronacrisis in Nederland
In elke staaf van de grafiek staat van boven naar beneden vermeld: 
- Eindnotering

Dit is de positie die de club heeft bereikt in de competitie, zonder eventuele beslissings-, play-off- of nacompetitiewedstrijden die nodig zijn geweest om bijvoorbeeld de kampioen van de competitie te bepalen.
Indien een * achter het getal staat is de notering een tussenstand en kan het zijn dat de notering niet overeenkomt met de uiteindelijke eindstand van de competitie.
Staat er een - dan is het seizoen nog bezig en is er geen definitieve uitslag bekend.
Staat er xx op de positie van de notering, dan heeft de club vroegtijdig de competitie verlaten. Dit kan onder andere komen door terugtrekking van het team, faillissement van de club of door een uitgedeelde straf van de KNVB. In veel gevallen staat elders in het artikel de reden vermeld.
Staat er een ? dan is het resultaat uit het verleden onbekend, en is alleen de competitie of het niveau bekend van dat seizoen.
In de seizoenen 2019/20 en 2020/21 werd wegens de coronacrisis het amateurvoetbal afgebroken. Daardoor kennen deze staven geen eindklassering (middels -- weergegeven).
- Competitieniveau en afdelingsletter of Officiële eindstand Eredivisie
  - Competitieniveau en afdelingsletter

Hierbij geeft het getal het niveau weer, dat ook terug te vinden is in de legenda. De letter is de afdelingsaanduiding en wordt gebruikt wanneer er meer afdelingen zijn op hetzelfde niveau. De afdelingsletter is altijd een hoofdletter en wordt meestal zonder nummer gebruikt.
Voorbeeld: 2F is niveau 2e klasse competitie F.
Het competitieniveau en nummer wordt niet vermeld wanneer er slechts één competitie van dit niveau was.
  - Officiële eindstand Eredivisie (getal staat tussen haakjes vermeld)

Sinds de introductie van play-offwedstrijden voor Europees voetbal na afloop van de reguliere competitie in 2005/06, is de KNVB verplicht een eindstand van de Eredivisie door te geven aan de UEFA aan de hand van deze play-offwedstrijden.
Bij deze eindstand staan clubs die zich hebben gekwalificeerd voor Europees voetbal hoger dan clubs die zich niet wisten te kwalificeren. Indien er geen verschil was tussen de eindnotering en de officiële eindstand, staat dit getal niet vermeld.

- Onderafdeling

Hier staat afgekort de naam van de onderafdeling indien de club in dat jaar in een onderafdeling uitkwam. Tevens staat deze afkorting in de legenda en wordt gelinkt naar het artikel over deze onderafdeling. Deze afkorting wordt alleen vermeld wanneer de club in het verleden in verschillende onderafdelingen heeft gespeeld. Deze vermelding is in de staaf altijd in kleine letters. Deze onderafdelingen zijn na het seizoen 1995/96 afgeschaft. Heeft de club in slechts één onderafdeling gespeeld, dan is dit alleen terug te vinden in de legenda.
Onder de staaf staat het jaartal vermeld waarin het seizoen is afgesloten. 15 verwijst naar het seizoen 2014/15 of eventueel het seizoen 1914/15.
Wanneer een staaf leeg is, zijn deze gegevens niet bekend. Het kan ook zijn dat de club dat seizoen niet heeft meegespeeld op het hogere amateurniveau, vroegtijdig de competitie heeft verlaten of uit de competitie is gezet.

In het seizoen 1944/45 was er wegens de Tweede Wereldoorlog geen regulier competitievoetbal.

#### Barendrecht in de KNVB Beker
Dit schema laat de resultaten zien van Barendrecht in het hoofdtoernooi van de KNVB Beker.
| Seizoen                            | Ronde          | Wedstrijd                         | Uitslag      |
| ---------------------------------- | -------------- | --------------------------------- | ------------ |
| 1986/87                            | 1e ronde       | BVV Barendrecht - PEC Zwolle '82  | 0 – 7        |
|                                    | Groep 8        | BVV Barendrecht - ADO Den Haag    | 1 – 3        |
| BVV Barendrecht - Sparta Rotterdam | Groep 8        | 1 – 3                             |              |
| 1998/99                            | Groep 1        | BVV Barendrecht - SBV Eindhoven   | 2 – 8        |
| 1998/99                            | Groep 1        | Fortuna Sittard - BVV Barendrecht | 6 – 0        |
| 2000/01                            | Groep 8        | BVV Barendrecht - NAC Breda       | 1 – 3        |
| 2002/03                            | Groep 7        | BVV Barendrecht - Dordrecht       | 0 – 2        |
| 2002/03                            | Groep 7        | BVV Barendrecht - TOP Oss         | 0 – 5        |
| 2014/15                            | 2e ronde       | BVV Barendrecht - Groningen       | 1 – 4        |
| 2015/16                            | 2e ronde       | BVV Barendrecht - Excelsior       | 0 – 2        |
| 2016/17                            | 1e ronde       | BVV Barendrecht - Excelsior       | 0 – 1        |
| 2017/18                            | 1e ronde       | BVV Barendrecht - Go Ahead Eagles | 1 – 3        |
| 2021/22                            | 2e ronde       | AFC Ajax - BVV Barendrecht        | 4 – 0        |
| 2024/25                            | 1e ronde       | BVV Barendrecht - NAC Breda       | 2 – 1        |
| 2024/25                            | 2e ronde       | VV Eemdijk - BVV Barendrecht      | 1 – 6        |
| 2024/25                            | Achtste finale | VV Noordwijk - BVV Barendrecht    | 1 – 0 (n.v.) |

### Speler van het Jaar
De verkiezing Speler van het Jaar werd bij Barendrecht gehouden van het seizoen 2003/04 tot en met het seizoen 2017/18. Iedere competitiewedstrijd werden spelers beoordeeld door middel van een cijfer, de speler die aan het eind van het seizoen het beste gemiddelde heeft is de Speler van het Jaar. De beoordelaars zijn na de zomer van 2018 gestopt met hun beoordelingen. In 2024 werd de prijs in ere hersteld en vernoemd naar de originele initiatiefnemer die de club een jaar eerder was ontvallen. Hierdoor ging de prijs verder als de Piet van der Linden Bokaal.
- 2003/04 : Patrick Pak
- 2004/05 : Niels Rooders
- 2005/06 : Ronald Ermes
- 2006/07 : Richard Lodder
- 2007/08 : Xander van der Veeke
- 2008/09 : Jermaine Sandvliet
- 2009/10 : Richard Lodder
- 2010/11 : Reinhard Breinburg
- 2011/12 : Mark van den Boogaart
- 2012/13 : Mitchel van Gastel
- 2013/14 : Danny Monster
- 2014/15 : Marc van Splunter
- 2015/16 : Danny Monster
- 2016/17 : Danny Monster
- 2017/18 : Danny Monster
- 2024/25 : Taner Bayram[5]

### Bekende (oud-)spelers
- Nassim Amaarouk (2019–2020)
- Richie Basoski (2015–2017)
- Michel Beukers (1979–1983)
- Anthony Biekman (2018–2019)
- Mark van den Boogaart (2010–2012)
- Reinhard Breinburg (2010–2012)
- Peter Brunings (1989–1990)
- Delano a Cohen (2013–2014, 2018–2020)
- Dogan Corneille (2007–2008)
- Michael van Dommelen (2008–2011)
- Denzel Dumfries (jeugdspeler, 2013–2014)
- Tim Eekman (2014–18, 2019–2024)
- Irvingly van Eijma (2019)
- Anwar El Ghazi (jeugdspeler, 2000–2006)
- Jorzolino Falkenstein (2011–2012)
- Jeremy Fernandes (jeugdspeler, 2013–2014)
- Giovanni Franken (2006–2007)
- Dennis van der Heijden (2025–)
- Ryan Holman (2011–2012)
- Peter Houtman (1993)
- Arjan Human (2009–2011)
- Shabir Isoufi (2014–2015)
- Amien Jeddaoui (2021–2022)
- Yurtcan Kayış (2006–2007)
- Abe Knoop (1983–1984)
- Erik de Kruijk (2011–2012)
- Boban Lazić (2022)
- Kevin Moeliker (jeugdspeler)
- Robbert Olijfveld (2022–2024, 2025)
- Nick van der Ploeg (2018–2021)
- Marvin van der Pluijm (2011–2012, 2014–2015)
- Cor Pot (1981–1982)
- Dennis van der Ree (1996–1997)
- Elson do Rosario Almeida (2018–2019)
- Emilio Samsey (2018–2021)
- Jermaine Sandvliet (2007–2012)
- Andwelé Slory (2013)
- Jaden Slory (jeugdspeler, –2013)
- Luivienno Statia (2019–2021)
- Romano van der Stoep (2021–2025)
- Finn Stokkers (jeugdspeler, 2001–2009)
- Richard Stolte (2016–2018)
- Xander van der Veeke (200?–2010)
- Niels Vorthoren (2019–2024)
- Robbert de Vos (2022–2023)
- Raymond de Waard (2007–2008)
- Jeroen van Wetten (2008–2012)
- Ton Wildenbeest (1994–199?)
- Kerem Yilmaz (2013–2014)
- Mark Zegers (2009–2014)

### Bekende (oud-)trainers
- Daan den Bleijker (1973–197?)
- Sándor Popovics (1978–1980)
- Rob Theuns (1987–1988)
- Ronald Klinkenberg (1997–2001)
- Steef Buijs (2002–2004)
- Arie van der Zouwen (2004)
- Ruud Heus (2004–2006)
- René Vermunt (2006)
- Jack van den Berg (2006–2015, 2019–2020)
- Kevin Hofland (jeugd: 2008–2010)
- Adrie Poldervaart (2015–2018)
- Albert van der Dussen (2018–2019)
- Richard Elzinga (2020–2022)
- Leen van Steensel (2022–2025)
- Dogan Corneille (vanaf medio 2025)

## Vrouwenvoetbal

### Geschiedenis
Het eerste vrouwenelftal van BVV Barendrecht speelt in de Hoofdklasse en kende sinds 2010 vele sportieve successen, die ze zelfs naar de Topklasse van het vrouwenvoetbal bracht. Vanaf het seizoen 2017/18 was BVV Barendrecht als partner van Excelsior Rotterdam verbonden aan een vrouwenelftal in de Eredivisie Vrouwen. Dit resulteerde erin dat het eerste vrouwenelftal van Barendrecht op een lager pitje kwam te staan en terugzakte van de Topklasse naar de Hoofdklasse. Na de pilotperiode van drie jaar werd de samenwerking niet voortgezet, onder andere door het uitgebleven vliegwieleffect waar Barendrecht op had gerekend. Hierdoor verlegde de club de focus weer op het eigen vrouwenelftal in het amateurvoetbal.

### Erelijst
| Competities          |   |            |  |
| Hoofdklasse          | 1 | 2015       |  |
| Eerste Klasse        | 1 | 2013       |  |
| Bekers               |   |            |  |
| Voetbal Rijnmond Cup | 2 | 2015, 2016 |  |

### Bekende (oud-)speelsters
- Arlette Almeida (2014–2016)
- Jolina Amani (jeugdspeler)
- Lianne Bruijs (jeugdspeler)
- Petra Dugardein (2015–2016)
- Mary Fowler (jeugdspeler)
- Kim Hendriks (jeugdspeler)
- Annemiek Kruijthof (jeugdspeler)
- Fili Talman (jeugdspeler)
- Sandra van Tol (2015–2016)

## Organisatie

### Voorzitters
- Cees Dekker (–1973)
- Simon Kelder (1973–1988)
- Klaas Groenendijk (1999–2004)
- Dirk Vermaat (2004–2008)
- Martin Seltenrijch (2008–2022)[6]
- Jeroen Nagtegaal (a.i., 2022–2023)[7]
- Frank van Beuningen (2023–)[8]

### Sponsoren
| Periode   | Kledingsponsor   |
| --------- | ---------------- |
| 0000–2010 | Hummel           |
| 2010–2015 | Nike             |
| 2015–2024 | Klupp Sportswear |
| 2024–2027 | Acerbis          |

## Trainingscomplex
Sportpark de Bongerd is sinds 1976 het onderkomen van BVV Barendrecht. De velden kende in de zomers van 2011 en 2012 een grondige renovatie. Daardoor zijn er nu vijf kunstgrasvelden (inclusief hoofdveld) en vier natuurvelden. Daarnaast is er ook nog een recreatieveld. Het sportpark heeft 30 kleedkamers en is vrij toegankelijk, met uitzondering van het hoofdveld.
In de zomer van 2013 heeft BVV Barendrecht een nieuwe tribune laten bouwen. Deze biedt plaats aan 544 personen en onder de tribune zijn er twee grote en vier kleine kleedkamers, een verzorgingsruimte, een scheidsrechtersverblijf en bergingen. Hierdoor kwam het aantal kleedkamers op 36. De club heeft al enkele jaren nieuwbouwplannen en is anno 2023 nog met de gemeente in gesprek om de nieuwbouw in 2026 te realiseren, wanneer de club 100 jaar bestaat.
Naast BVV Barendrecht zijn er ook nog een korfbalvereniging, een atletiekvereniging en twee scholen op Sportpark de Bongerd gehuisvest.